# Regerande senaten

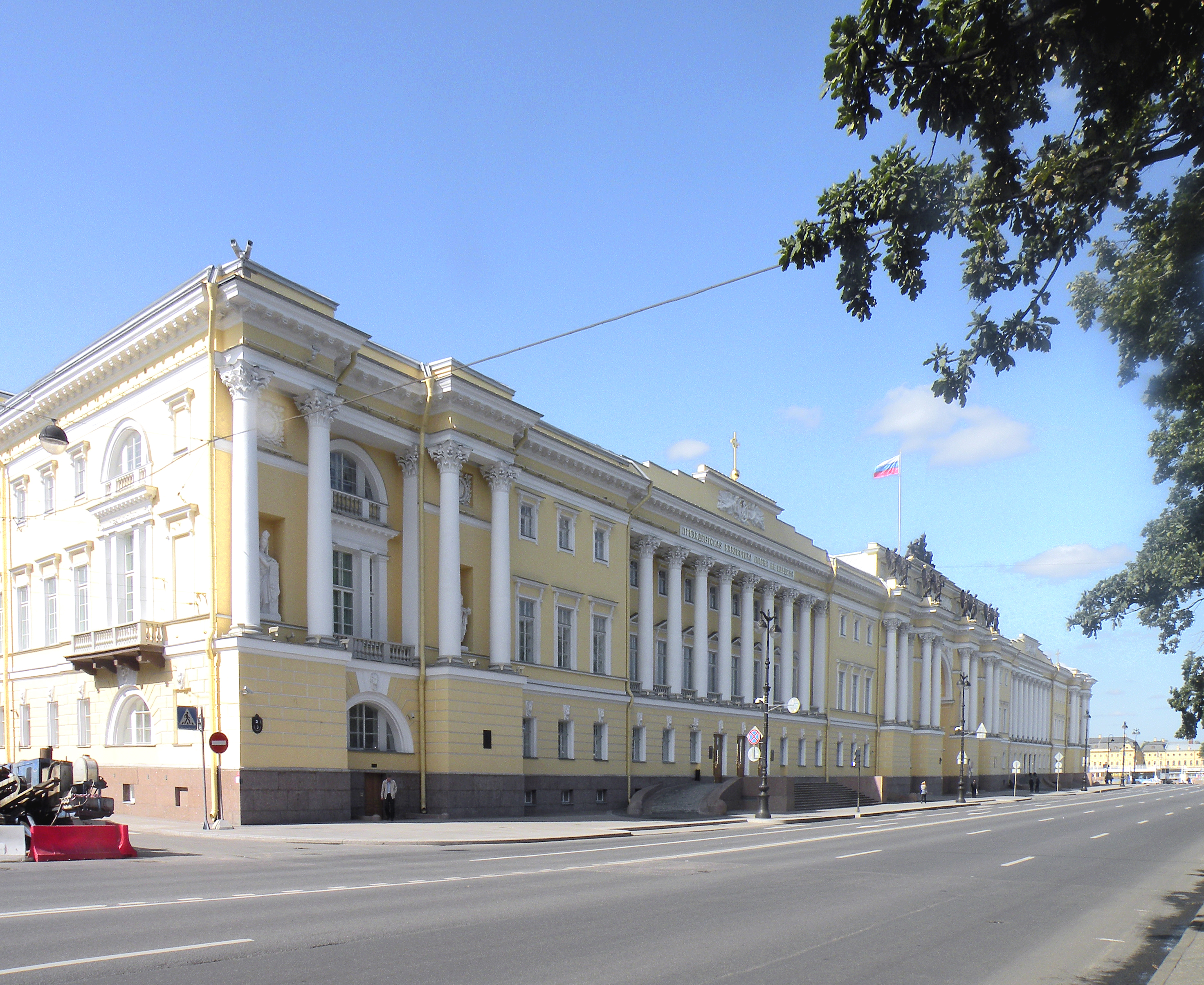
Den regerande senaten och heliga synodens gamla kanslibyggnad på Senatstorget i Sankt Petersburg.

Den Regerande senaten (Правительствующий сенат), var ett förvaltningsorgan i Ryska imperiet som var verksamt fram till 1917.
Det inrättades av Peter den store 1711, och hade ursprungligen hand om hela centralförvaltningen och högsta rättskipningen, men från Katarina II:s tid inskränktes dess befogenheter genom upprättande av andra centrala verk. Men alla rikets ämbetsverk var fram till 1917 underordnade senaten, utom de, som tillhörde den högsta förvaltningen eller i lag var undantagna från denna subordination.
Senaten hade överinseende över förvaltning, lagarnas verkställande, skatteuppbörd, statsutgifternas överensstämmelse med fastställd stat; den hade att sörja för nödhjälp åt folket, där sådan fordrades, att lugn och ordning var rådande, att rättskipningen skedde opartiskt och hade därför att revidera domar i civila och kriminella mål samt var högsta kassationsdomstol.
Senaten var ändå inte något enhetligt kollegium, och den sammanträdde aldrig till gemensamt möte. Den var delad på nio departement, av vilka tre behandlade förvaltningsfrågor, fyra rättsfrågor och två kassationsfrågor (ett för civila och ett för kriminella mål).

## Källa
Den här artikeln är helt eller delvis baserad på material från Nordisk familjebok, Ryssland, 1904–1926.